# American Mineralogist
American Mineralogist : An International Journal of Earth and Planetary Materials (Американський Мінералог: Міжнародний журнал земних і планетарних матеріалів) — рецензований науковий журнал, що охоплює загальні галузі мінералогії, кристалографії, геохімії та петрології. Це офіційний журнал Мінералогічного товариства Америки, який публікує статті, доступні як за передплатою, так і у відкритому доступі. Журнал є гібридним журналом відкритого доступу. Головними редакторами є Хунву Сю (Лос-Аламоська національна лабораторія) і Дон Бейкер (Університет Макгілла).

## Історія
Журнал був заснований у 1916 році, а перший номер вийшов у липні того ж року під егідою Філадельфійського мінералогічного товариства, Нью-Йоркського мінералогічного клубу та Асоціації колекціонерів мінералів. 30 грудня 1919 року було створено Мінералогічне товариство Америки, журналом якого і став журнал American Mineralogist.

## Реферування та індексування
American Mineralogist реферується та індексується в Chemical Abstracts, Science Citation Index, GeoRef та INSPEC. За даними Journal Citation Reports, імпакт-фактор журналу у 2011 році становив 2,100.

## Кристалографічна база даних
База даних (American Mineralogist Crystal Structure Database) усіх кристалічних структур, опублікованих у American Mineralogist, Canadian Mineralogist та European Journal of Mineralogy, підтримується та розміщується в Університеті Аризони спільно з Мінералогічним товариством Америки та Мінералогічним товариством Канади.